# 五街道まっしぐら!
『五街道まっしぐら』（ごかいどうまっしぐら）は、1976年（昭和51年）10月16日から12月25日までNET系列にて、毎週土曜日20時から20時54分に放映されたテレビ時代劇。全11回。
忍者の活躍の場がなくなった元禄時代を舞台に、三人の忍者とその頭領の一人娘が諸国を旅し、事件に巻き込まれる時代劇。妖怪が現われたりなど奇怪な事件が巻き起こるが、それらは悪人たちが悪事を隠すためなどのインチキであるというオチが毎回繰り広げられていた。

## キャスト
- 御堂の小次郎…村野武範
- 下柘植の木猿…桜木健一
- かがり…安西マリア
- 音羽の重蔵…田中邦衛
- 望月一心斉…進藤英太郎

## スタッフ
- プロデューサー：宮崎慎一、碓氷夕焼(NET)、杉井進、渡辺操、今川行雄(東映)
- 脚本：放映リスト参照
- 音楽：津島利章
- ナレーター：芥川隆行
- 撮影：赤塚滋、古谷伸
- 監督：放映リスト参照
- 制作：東映、NET

## 放映リスト
| 話数 | 放送日          | サブタイトル             | 脚本              | 監督     | ゲスト |
| ---- | --------------- | ------------------------ | ----------------- | -------- | --- |
| 1    | 1976年 10月16日 | 妖艶水ぐもの精           | 葉村彰子          | 山崎大助 | 萩原主馬頭：名和広 おゆう：原良子 森山儀兵衛：千葉敏郎 お光：古賀真佐代 善右衛門：中村錦司 蓑和田良太 小峰一男 壬生新太郎 寺内文夫 大月正太郎                                                                                                   |
| 2    | 10月23日        | 呪いの美女狩り           | 葉村彰子          | 原田隆司 | お絹：栗田ひろみ 玄達：沼田曜一 吾兵衛：岩田直二 倉橋主水：田中浩 落合甚九郎：大前均 秋姫：清島智子 与七：山下勝也 藤沢徹夫 矢部義章 桂登志子 和歌林三津江                                                                                      |
| 3    | 10月30日        | 暗闇に光る眼             | 池上金男 中里峰行 | 山崎大助 | 珠めぐみ、浜田寅彦、阿波地大輔、岩尾正隆、 宮城幸夫、瀬賀敏之、遠山金次郎、村居京之輔、 島田秀雄、畑中伶一、友金敏雄、世羅豊、 森源太郎、藤長照夫、小代研一、山下義明、 美松艶子、猛虎：シーザー、 動物演出：天野正明（コックスプロダクション） |
| 4    | 11月6日         | 美女丸の怪               | 和久田正明        | 荒井岱志 | 川崎あかね、汐路章、市村昌治、片桐竜次、 丘路千、高並功、多田和生、大東俊治、 新海なつ、有島淳平、原須磨子、松本泰郎、 丸平峰子、林三恵 |
| 5    | 11月13日        | 赤鬼が棲む妙高山         | 飛鳥ひろし        | 荒井岱志 | 松木聖、蟇目良、高城淳一、原口剛、 永野達雄、溝口繁、白川浩二郎、波多野博、 秋山勝俊、鳥巣哲生、志茂山高也、平河正雄、 浪花五郎 |
| 6    | 11月20日        | 飛騨路に消えた三人の花嫁 | 宮川一郎          | 山崎大助 | 菅貫太郎、三戸部スエ、新海百合子、桜井浩子、 岩城力也、五十嵐義弘、石浜祐次郎、大矢敬典、 北川俊夫、白井孝史、大城泰、山下義明、 竹井雅文、三上ヒロ子                                                                                           |
| 7    | 11月27日        | びわ湖に散った沙羅の花   | 和久田正明        | 山崎大助 | 左右田一平、瞳順子、高田瞳、田島義文、 浅川美智子、大木晤郎、鈴木康弘、浜伸二、 重久剛、疋田泰盛、富永佳代子、星野美恵子、 楠三千代、池田謙治、森谷舜二、椿竜二、 沢千賀子                                                                      |
| 8    | 12月4日         | 三国峠に鬼女が舞う       | 朝比奈峰          | 山崎大助 | 賀川雪絵、橘麻紀、永野裕紀子、中村美代子、 山村弘三、笹木俊志、小田正作、 福本清三、峰蘭太郎 |
| 9    | 12月11日        | 妖花おどる怨霊の石橋     | 皆川隆之          | 荒井岱志 | 水原ゆう紀、戸部夕子、武藤英司、荒木雅子、 北原将光、船水俊宏、新田章、井上茂、 有川正浩、藤尾純、宮川珠季、村居京之輔、 木谷邦臣、遠山金次郎、寺内文夫                                                                                         |
| 10   | 12月18日        | 鉄の爪に泣く姫の恋       | 朝比奈峰          | 荒井岱志 | 森次晃嗣、天田俊明、大関優子、山岡徹也、 成瀬正、長島隆一、中村錦司、大月正太郎、 島田秀雄、伊東亮英 |
| 11   | 12月25日        | 河童と美女といたずら小僧 | 大津一郎          | 皆川隆之 | 津山登志子、田口計、北村英三、穂高稔、 梅津栄、早川研吉、真田麻里、小塙謙士、 東竜子、阿木五郎、出水憲司、宮城幸生、 友金敏雄、鳥巣哲生、岡嶋艶子、嶋多佳子、 西田治子、細川ひろし、森源太郎                                                    |

## 主題歌
- オープニングテーマ「いっしょに小石を拾いませんか」　作詞：小池一夫、作曲：市川昭介、編曲：小杉仁三、歌：峰ひろみ(1～2話)、ほりえみつこ(3～11話)
- エンディングテーマ「こころの旅」　作詞：保富康午、作曲：市川昭介、編曲：小杉仁三、歌：峰ひろみ(1～2話)、ほりえみつこ(3～11話)

## ネット配信
- 2023年8月2日から、YouTube「東映時代劇YouTube」の「据置枠」で第1・2話が配信されている。

| NET系 土曜20時台 ※ここから時代劇枠。水曜21時より放送枠を移動 | NET系 土曜20時台 ※ここから時代劇枠。水曜21時より放送枠を移動 | NET系 土曜20時台 ※ここから時代劇枠。水曜21時より放送枠を移動 |
| 前番組                                                       | 番組名                                                       | 次番組                                                       |
| ------------------------------------------------------------ | ------------------------------------------------------------ | ------------------------------------------------------------ |
| 刑事バレッタ （第1シリーズ） ↓ 【正式枠名なし単発枠】        | 五街道まっしぐら!                                            | 駆けろ!八百八町                                              |